# 杜鲁学院
杜鲁学院（Touro College）是一所总部位于美国纽约的私立大学及同名大学系统，1970年建立，主要服务于犹太人社区，如今全大学系统内有1万9千名学生。
该大学系统中包括数校，位于纽约的同名该校与纽约医学院由中部各州高等教育委员会认证，
而加利福尼亞杜魯大學和杜鲁内华达大学是由西部学校学院联合会认证的。
系统内还包括一所在线网校，名为杜鲁全球大学。
学院在《美国新闻与世界报道》里属于北方地区排名不公布的层次。